# Hoppe
Hoppe – herb szlachecki.

## Opis herbu
W polu błękitnem – na trzech zielonych pagórkach – chmiel kwitnący i pnący się w około trzech tyczek, z których dwie skrajne obarczone każda dudkiem. Nad hełmem w koronie dudek. Labry błękitne, podbite złotem.

## Najwcześniejsze wzmianki
Nobitacja nadana Izraelowi Hoppe, burgrabiemu elbląskiemu 23.02.1637r. przez Władysława IV.

## Herbowni
Jedna rodzina herbownych (herb własny):
Hoppe.